# With Love (canção de Hilary Duff)
"With Love" é uma canção dance-pop escrita por Hilary Duff, Vada Nobles e Kara DioGuardi para o álbum de Hilary Dignity (2007). Foi escolhido como sendo o segundo single do álbum, o primeiro a ser lançado nos EUA. Essa canção mistura elementos de dance music e electropop, em contraste com maioria das músicas anteriores de Duff.
Foi lançado nas rádios norte-americanas no dia 20 de Fevereiro. O single se tornou o melhor nas paradas dos EUA, tendo cerca de 57 mil downloads em 1 semana. [carece de fontes?] O single fez um sucesso moderado no Brasil, não sendo tão bem sucedido quanto o Wake Up lançado no Brasil em 2006.
No site YouTube, With Love, tem mais de 11 milhões de exibições.

## Estilo e Reviews
"With Love" é uma música moderadamente rápida, tem um tempo de 120 batidas por minuto. No geral, "With Love" recebeu boas reviews dos críticos.

## Videoclipe
Foi dirigido por Matthew Rolston. O videoclipe também foi aproveitado para o comercial do perfume "With Love...Hilary Duff" . Foi filmado numa casa de ópera em São Francisco.
O vídeo começa com Duff recebendo uma salva de palmas. Ela vai para o camarote, onde ela pega uma mala, um casaco e um chapéu. Um homem, interpretado por Kellan Lutz, a esperava do lado de fora do auditório, onde quando ela aparece, ele a segue. No hall do hotel, Duff espirra o perfume "With Love...Hilary Duff" em seu pescoço.Então ela vira seu casaco do avesso e dá seu chapéu para um senhor. Seguida pelo homem, ela sobe as escadas, joga seu casaco e rasga seu primeiro vestido. O homem cheira o perfume em seu casaco e a alcança no elevador, onde se beijam. O cabo do elevador rasga, indo com o elevador para baixo. Duff e o homem continuam se beijando, até que o elevador chega no térreo, e antes que exploda, aparece "to be continued...".

## Faixas
CD Single promocional e DVD 
1. "With Love" – 3:05
2. "With Love" (videoclipe) – 3:09

CD Single australiano
1. "With Love" – 3:05
2. "With Love" (Richard Vission remix)

CD Single 1 do Reino Unido
1. "With Love"
2. "Play with Fire"

CD Single 2 do Reino Unido
1. "With Love"
2. "With Love" (Housecrushers mix)
3. "Play with Fire" (Vada mix)

## Posições
| Top (2007)                            | Melhor posição |
| ------------------------------------- | -------------- |
| Austrália                             | 22             |
| Bulgária - Top 40                     | 12             |
| Canadá - Mais Tocadas nas Rádios      | 47             |
| EUA - Billboard Hot 100               | 24             |
| EUA - Billboard Pop 100               | 32             |
| EUA - Billboard Dance/Club Play Songs | 1              |
| EUA - Billboard Top 40 Mainstream     | 21             |
| United World Chart                    | 32             |
| Reino Unido - Top 75 Singles          | 29             |